# Numerus-clausus-Urteil
Das Numerus-clausus-Urteil des Bundesverfassungsgerichts vom 18. Juli 1972 (BVerfGE 33, 303) gilt als wesentlicher Bestandteil der Geschichte der zentralen Vergabe von Studienplätzen. Das Bundesverfassungsgericht geht davon aus, dass aus dem in Artikel 12 Absatz 1 Satz 1 Grundgesetz gewährleisteten Grundrecht der Berufsfreiheit in Verbindung mit dem allgemeinen Gleichheitssatz und dem Sozialstaatsprinzip ein Recht auf Zulassung zum Hochschulstudium folgt. Daraus folge, dass absolute Zulassungsbeschränkungen zum Studium nur unter bestimmten Umständen zulässig sind. Das Gericht erkannte damit einen grundrechtlichen Anspruch jedes Bewerbers auf gleiche Teilhabe an dem vorhandenen Studienplatzangebot an (derivatives Teilhaberecht). Gleichzeitig stellte das Gericht fest, dass ein Recht auf Schaffung und Zuteilung weiterer Studienplätze (originäres Leistungsrecht) unter dem Vorbehalt des Möglichen stehe, wobei es primär Aufgabe des Haushaltsgesetzgebers sei, entsprechende Verteilungsentscheidungen zu treffen.
Hauptursache für dieses Urteil waren die höchst unterschiedlichen Zugangsregelungen, beispielsweise Mehrfachbewerbungen und Doppeleinschreibungen, für das Studium an einer Hochschule. Die sich daraus ergebenden rechtlichen Unsicherheiten wurden durch das Bundesverfassungsgericht gerügt und mit weitreichenden Änderungsanliegen versehen. Seine Forderung bestand in einer bundesweiten Verteilungsstelle von Studienplätzen mit einheitlichen Auswahlkriterien, wobei der Numerus clausus und damit die zentrale Vergabe nur bei tatsächlichen „Kapazitätsengpässen“ zulässig ist. Die politischen Konsequenzen waren unter anderem der Staatsvertrag über die Vergabe von Studienplätzen.
Ein zweites Urteil folgte am 8. Februar 1977: Vermieden werden müsse der „prinzipielle Ausschluß ganzer Gruppen geeigneter Bewerber durch starre und durch eigenes Zutun nicht mehr korrigierbare Grenzziehungen mit unvertretbar hohen Schwellen“. Jenseits der Note und Wartezeit räumte das Urteil Tests und Praktika eine Relevanz zu.
In mehreren Beschlüssen hat das Verwaltungsgericht Gelsenkirchen festgestellt, dass das heutige Vergabeverfahren diesen verfassungsrechtlichen Vorgaben nicht mehr genüge. Dem hat das Bundesverfassungsgericht in seinem Beschluss vom 6. September 2012 (Az. 1 BvL 13/12) widersprochen: Es sei nicht erkennbar, „dass die Entscheidung vom 8. Februar 1977 (BVerfGE 43, 291) rechtliche Vorgaben enthält, aus denen eine mögliche Verfassungswidrigkeit des heutigen Auswahlsystems folgt“. Allerdings war das Normenkontrollverfahren mangels substantiierter Begründung bereits ohnehin unzulässig.
Erneut hat das Bundesverfassungsgericht am 19. Dezember 2017 geurteilt: Für die Zulassung zum begehrten Medizin-Studium seien die bestehenden Regelungen teilweise nicht verfassungskonform.